# Вулиця Георгія Нарбута (Київ, Біличі)
Ву́лиця Гео́ргія На́рбута — зникла вулиця, що існувала в Ленінградському районі (нині — територія Святошинського району) міста Києва, селище Біличі. Пролягала від вулиці Анни Ярославни до провулку Якова Шульгина.

## Історія
Вулиця виникла в першій половині XX століття під назвою провулок Горького. У 1969 році  через дублювання назви з іншою вулицею перейменовано на Обухівський провулок, але майже через місяць це рішення було скасовано. Натомість провулок отримав назву  — вулиця Георгія Нарбута, на честь українського художника Георгія Нарбута.
Ліквідована наприкінці 1980-х років у зв'язку з частковим знесенням старої забудови селища Біличі.
У 2012 році в Києві таку ж назву отримала нова вулиця в мікрорайоні Липинка, а у 2023 році проспект у Дніпровському районі.